# Eleanor Tomlinson
Eleanor Tomlinson (19 de maio de 1992) é uma atriz e modelo britânica, conhecida por seu papel como Princesa Isabelle em Jack, o Caçador de Gigantese como Isabell Neville na aclamada série The White Queen.

## Carreira
Tomlinson é mais conhecida por seu papel como Sophie (em sua versão jovem) no filme tcheco-estadunidense, O Ilusionista. Em 2008, co-estrelou a comédia-romântica Angus, Thongs and Perfect Snogging, interpretando Jas. No mesmo ano, fez uma aparição no filme Einstein and Eddington, interpretando Agnes Muller. Em 2009, participou da série The Sarah Jane Adventures interpretando Eve, e em 2010 participou da produção internacional Hepzibah - Sie holt dich im Schlaf e estrelou na produção de Tim Burton, Alice no País das Maravilhas, interpretando Fiona Chataway. Em 2011, foi escolhida para atuar como Princesa Isabelle em Jack the Giant Slayer, dirigido por Bryan Singer e com estreia prevista para 2013.

## Vida pessoal
Nasceu em Londres, mas mudou-se com sua família para East Riding of Yorkshire.

## Filmografia
| Ano  | Título                             | Papel                                      | Notas       |
| ---- | ---------------------------------- | ------------------------------------------ | ----------- |
| 2005 | Falling                            | Pequena Daphne                             | TV          |
| 2006 | O Ilusionista                      | Jovem Sophie                               |             |
| 2008 | Gatos, Fios-Dentais e Amassos      | Jas                                        |             |
| 2008 | Einstein and Eddington             | Agnes Muller                               | TV          |
| 2009 | The Sarah Jane Adventures          | Eve                                        | 2 episódios |
| 2010 | Hepzibah - Sie holt dich im Schlaf | Kirsten Schwarz                            | TV          |
| 2010 | Alice no País das Maravilhas       | Fiona Chattaway                            |             |
| 2010 | The Lost Future                    | Miru                                       |             |
| 2011 | Styria                             | Lara                                       |             |
| 2012 | Jack the Giant Killer              | Princesa Isabelle                          |             |
| 2012 | The Spider                         | Rachel                                     |             |
| 2012 | Educazione siberiana               | Xenya                                      |             |
| 2013 | Jack, o Caçador de Gigantes        | Isabelle                                   |             |
| 2013 | The White Queen                    | Lady Isabelle Neville, Duquesa de Clarence |             |
| 2015 | Poldark                            | Demelza                                    |             |
| 2016 | Alleycats                          | Danni                                      |             |
| 2017 | Loving Vincent                     | Adeline Ravoux                             |             |
| 2018 | Colette                            |                                            |             |